# Januari 1937
| Deze maand |
| --- |
| - Huwelijk Juliana en Bernhard - Ongerustheid over Duitse en Italiaanse inmenging in Spanje - Kabinet-Hirota treedt af |

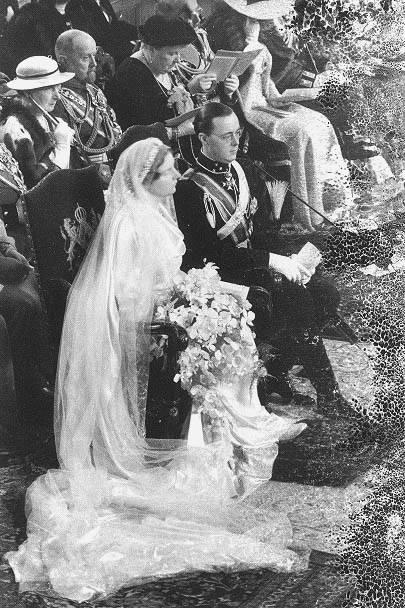
Juliana en Bernhard

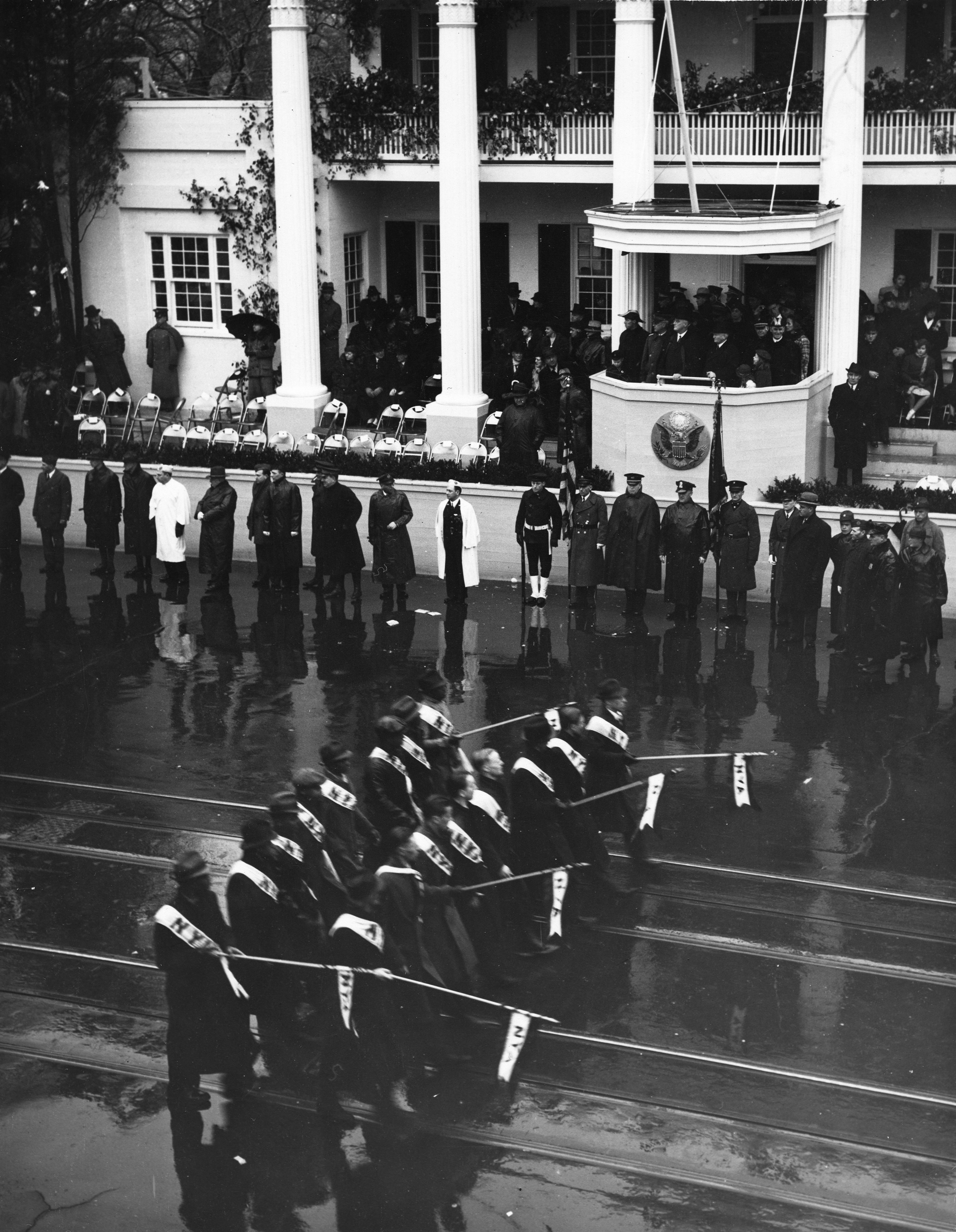
parade voor de inauguratie van Roosevelt

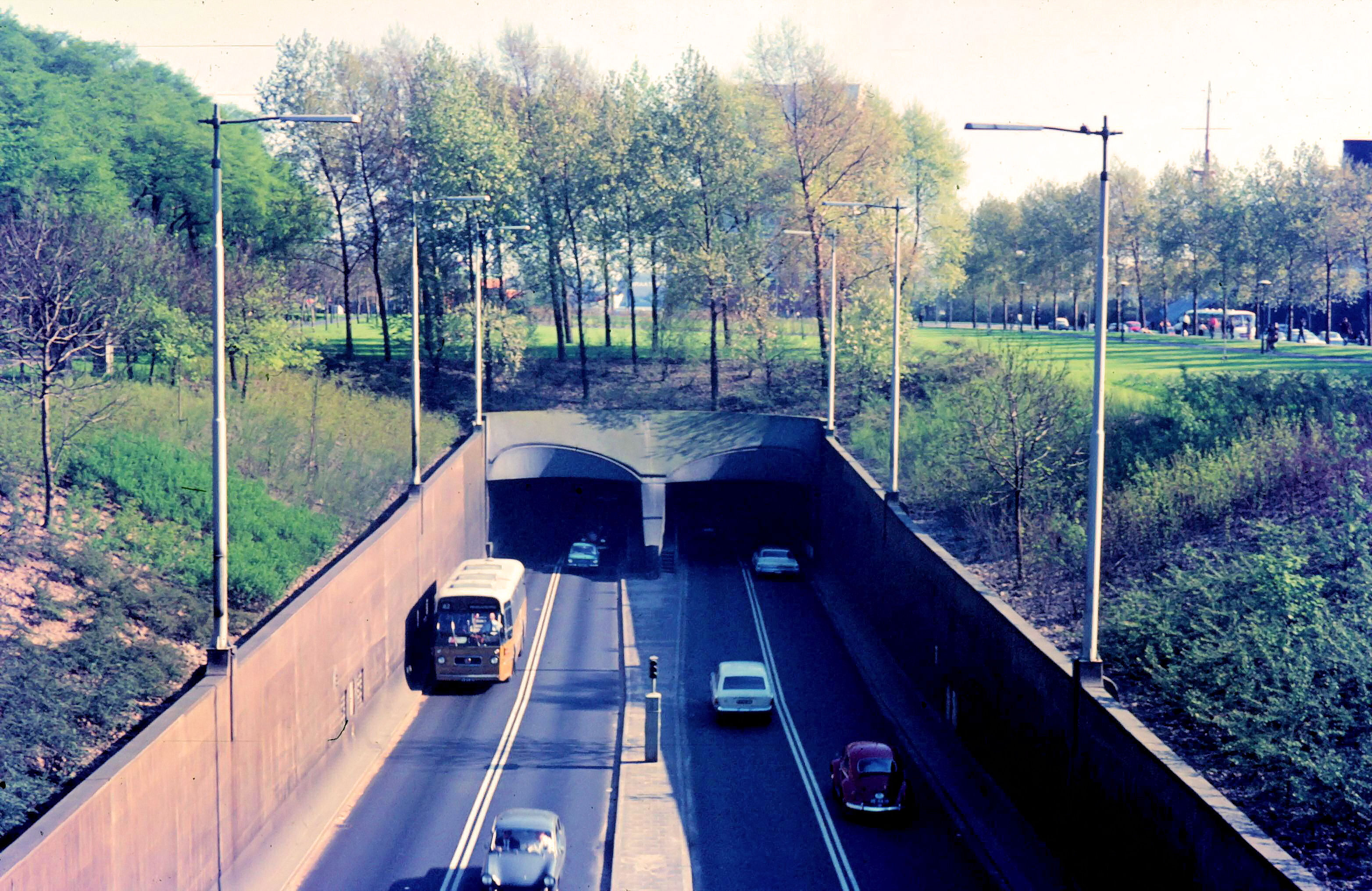
Maastunnel (1966)

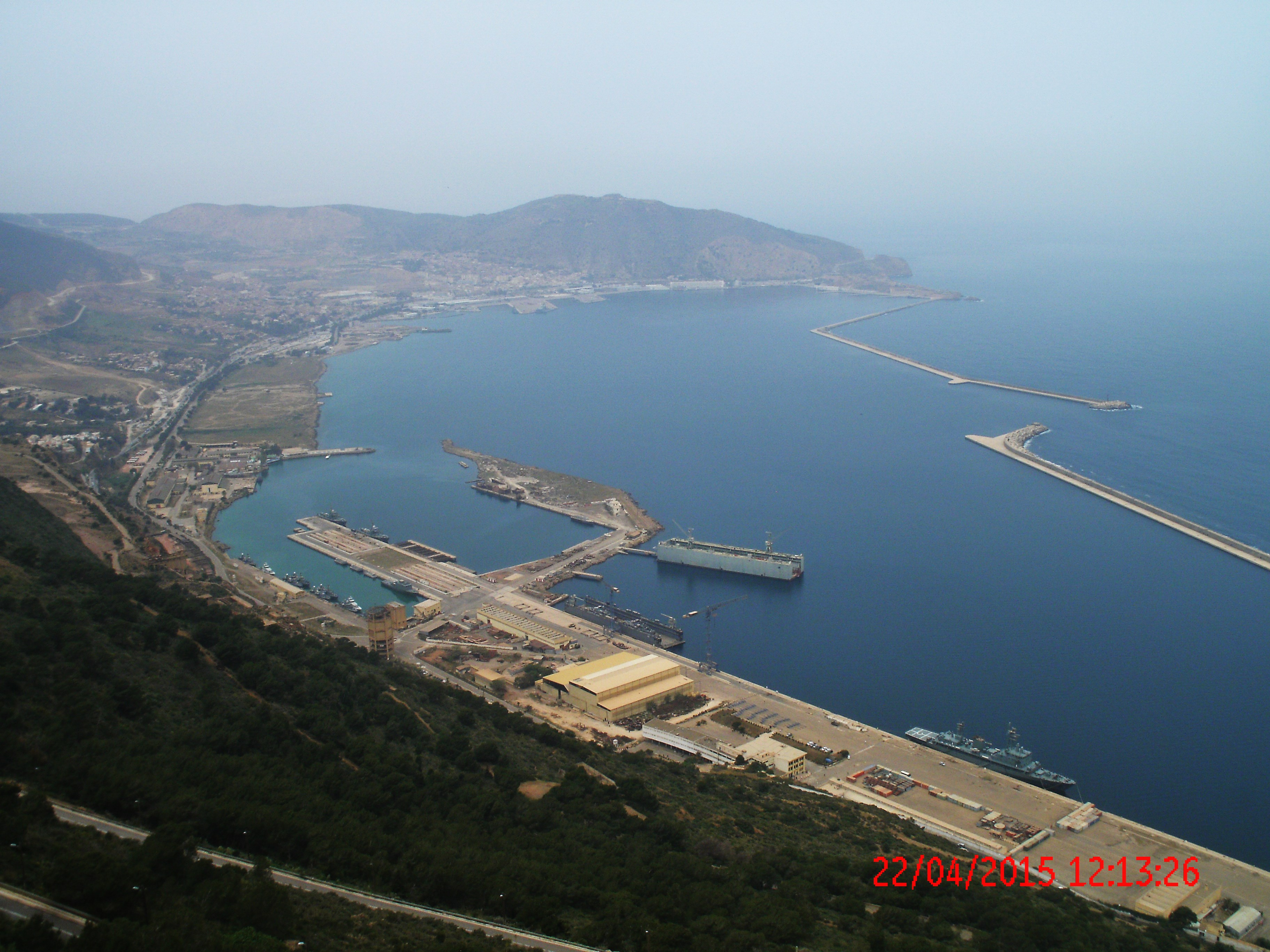
haven van Mers el Kébir

De volgende gebeurtenissen speelden zich af in januari 1937. 
- 2 - Het Verenigd Koninkrijk en Italië komen een akkoord overeen betreffende de Middellandse Zee. Beide staten hebben volledig recht van doorvaart.
- 2[1] - Bij de Tweede Kamer wordt een wetsvoorstel om de dienstplicht te verlengen.
- 3[1] - De tariefoorlog tussen Japan en Australië is voorbij.
- 6 - Léon Degrelle, leider van Rex, spreekt voor de Italiaanse radio. België, dat Degrelle de toegang tot de radio heeft ontzegd, protesteert.
- 6 - Spanje protesteert bij de Volkenbond tegen de aanhouding van Spaanse schepen en tegen buitenlandse vrijwilligers bij de Nationalisten.
- 7 - Prinses Juliana treedt in het huwelijk met Bernhard van Lippe-Biesterfeld.
- 9 - In de Verenigde Staten wordt een wapenembargo tegen Spanje van kracht, voor de duur van de burgeroorlog.
- 10[1] - Nederland en Italië sluiten een handelsverdrag.
- 15 - In Nederland wordt het werven van strijders voor de Spaanse Burgeroorlog verboden.
- 18 - Zuid-Afrika neemt een strengere immigratiewet aan, vooral bedoeld om de immigratie van Joden te beperken.
- 19 - In het Verenigd Koninkrijk besluiten de Socialist League, de Independent Labour Party en de communistische partij samen te werken in een Volksfront.
- 19 - Minister Anthony Eden noemt in een rede in het Lagerhuis het belang de Spaanse Burgeroorlog vrij van buitenlandse inmenging te doen zijn.
- 20[1] - Niet-Duitse oorlogsschepen mogen geen gebruik meer maken van het Kielerkanaal.
- 20[1] - In verband met de zwakke positie van de yen, wordt in Japan de handel in buitenlandse deviezen onder staatscontrole gesteld.
- 20 - Franklin Delano Roosevelt begint zijn tweede ambtstermijn als president van de Verenigde Staten.
- 21 - In Frankrijk wordt dienstneming in Spanje verboden.
- 21 - In Lissabon vinden meerdere bomaanslagen plaats.
- 23 - Het Japanse kabinet-Hirota treedt af na interne strubbelingen tussen militaire en civiele krachten.
- 23 - Frankrijk en Turkije komen tot een oplossing betreffende de kwestie rond het sandjak Alexandrette, dat onderdeel van Syrië is maar een overwegend Turkse bevolking heeft. Alexandrette krijgt binnenlands zelfbestuur.
- 23 - In Luxemburg wordt de verjaardag van de regerend vorstin voor het eerst als nationale feestdag gevierd.
- 24 - Bulgarije en Joego-Slavië sluiten een vredesverdrag.
- 25 - In Nederlands-Indië wordt besloten tot de bouw van een aantal nieuwe vliegvelden, op Buton, Celebes, Ambon en Nieuw Guinea.
- 26 - De plannen voor de Maastunnel onder de Nieuwe Maas in Rotterdam worden goedgekeurd.
- 27 - In de Volkenbond komen Polen en Danzig tot een beslechting van hun conflict.
- 28 - Minister van Hygiëne Emile Vandervelde stapt vanwege bezwaren tegen de buitenlandse politiek uit de Regering-Van Zeeland II, en wordt opgevolgd door zijn partijgenoot Arthur Wauters.
- 28 - In het Verenigd Koninkrijk wordt een wet gepubliceerd waarin het regentschap in geval van minderjarigheid of ernstige ziekte van de koning geregeld wordt.
- 29 - Het Tweede Stalinistische showproces eindigt met 13 terdoodveroordelingen en 4 veroordelingen tot 8 tot 10 jaar dwangarbeid.
- 30 - De bijzondere volmachten aan de regering-Hitler in Duitsland worden voor vier jaar verlengd. De resterende niet-NSDAP-leden in het kabinet worden in de partij opgenomen.
- 30 - In Duitsland worden de aanmeldingen bij de scholen bekend. 95% van de kinderen is ingeschreven op de staatsscholen, en dus slechts 5% bij de confessionele scholen. De rooms-katholieke kerk protesteert tegen de methoden die de regering heeft gebruikt om ouders te overreden de staatsscholen te kiezen.

en verder:
- Frankrijk gaat de strafkolonie in Frans-Guyana sluiten. Personen die tot dwangarbeid worden veroordeeld, worden in het vervolg in tuchthuizen opgesloten.
- Duitsland creëert een verdedigingslinie langs de Poolse grens, tussen de Warthe en de Oder.
- Göring bezoekt Mussolini en bespreekt onder meer de burgeroorlog in Spanje.
- Frankrijk plant de aanleg van een grote vlootbasis in Mers-el-Kébir.
- Vanwege overstromingen van de Ohio en Mississippi moeten honderdduizenden Amerikanen worden geëvacueerd.

<< · januari · februari · maart · april · mei · juni · juli · augustus · september · oktober · november · december · >>